# Calle Kanavinskaya
Kanavinskaya Calle (en ruso: Канавинская улица es la calle de Nizhni Nóvgorod.

## Historia
La primera mención del asentamiento Kanavinskaya (Kunavinskaya) está contenida en un libro de escribas de 1621-1622. Antes de la revolución de 1917 se llamaba Kuznechnaya, después de lo cual pasó a llamarse en honor al revolucionario Babushkin y se llamó Babushkinskaya.

## Ubicación
La calle comienza en la casa número 21 de la calle Sovetskaya y corre paralela a las calles Litvinov y Alyosha Peshkov hasta la calle Priokskaya, cruzando las calles Lunacharsky, Vokzalnaya, Dal y Prokófiev.

## Edificios y construcciones
La calle está dominada por edificios de poca altura: casas de dos plantas construidas en 1916-1917.

## Transporte
No lejos de la calle se encuentra la estación de metro Nizhny Novgorod - Moskovskaya.